# Кам'янка (Вінницький район)
Ка́м'янка — село в Україні (колишні назви: Майдан Курилівський, Майдан Трепова), Літинській селищній громаді Вінницького району Вінницької області. Населення становить 114 осіб. Відстань до центру громади  становить понад 21 км і проходить автошляхом Р31.

## Історія
За адмін. поділом 16 ст. — Летичівський повіт — 16 ст.
За адмін. поділом 19 ст. — Літинський повіт — з серпня 1796 р.
За адмін. поділом 20 ст. — Літинський район — з 12,04,1923 р.(З 1908-22р.р. Майдан-Трепівський)
З 1960 року зветься Кам'янка (К) Осолинської сільради.
Дивовижної краси місця навколо Кам'янки, розташованої на пагорбах лівого та правого берегів р. Згарок, притока р. Згар. На півночі від Кам'янки проходить смуга правобережних, по Бугу, лісів, які тягнуться на захід до Хмільника та на схід через Уладовку до Калинівки та Стрижавки. Повздовж села тягнеться ставок, на південь — лісосмуга та поля до с. Івчі, Осолинки і смт Літина, на захід до с. Миколаївки.
Активне заселення Поділля розпочалося з 1431-33 р.р. внаслідок польсько-литовських війн. Поділля ділиться на дві частини, і Літинщиною проходить кордон польсько-литовських земель. Існування сільських осад (пунктів), розташованих у найнебезпечніших місцях-схованках у масивах «Чорного лісу» під назвою майдани, пов'язано з оборонною діяльністю шляху під назвою «Вінницький гостинець», який проходив від м. Вінниця через м. Венячич (Городище) на м. Хмільник до м. Любара.
Перші згадування про села в документах 16 ст., коли землі Літинщини попали до королівського майна Сигізмунда Августа від Ф.Кмити за грамотою 29 березня 1566 р. У 1672 році західна Подолія завойовується турками (Магомед IV) і потраплає в окупацію на 29 років до 1699 р., цей період називався «руїни».
У 18 ст. знову землі відносяться до Польщі (Річі Посполитої) Августа Станислава Понятовського (1732—1798), який стояв у Літині 23.05. 1787 р., повертаючись з Канева.
З середини XVIII ст. сусідні території на Подолії належали родині магнатів Потоцьких (гербу Пилява). За військові заслуги Станіслав Щенсний Потоцький від Станислава Августа отримав за дипломом від 4.10.1788 р. на емфітеутичних правах (землі мали передаватись спадково по чоловічий лінії в родині) у Подільському воєводстві Літинське староство. Однак менше ніж за рік, у 1780 році він його продає (передає) родині Холоневських з Янова теперішній Іванів Вінницька обл. (родина Мишка-Холоневських). Рафал Холоневський на емфітеутичних правах мав би володіти староством та землями до 1839 року, але помирає у 1819 році. Після смерті Рафала Холоневського Літинський маєток був переданий його сину Станіславу. Але чи Станіслав чи ще Рафал передали права на нього дворянину Дрожинському. Останній передав свої права на нього поміщикові Сарнецькому. Після того як міністр фінансів не підтвердив цей договір й наказав забрати маєток в адміністративне управління, Подільська казенна палата призначила адміністратором староства того ж Сарнецького.
Потоцький у своїх маєтках дбав про цілісність лісів, перший створив у цих краях лісову службу, при фільварках закладав парки, сади з найкращих плодових щеп. М. Курилівський не був винятком. Станіслав так любив свою дружину, красуню-гречанку Софію (одружені 17.04. 1798 р.), що на її честь заклав на пустирі парк і висадив алею з рідкісних чорних буків у вигляді букви «С». Збереглось 27-м буків, їм більш ніж 200 років, вони такі товсті, що тільки вдвох можна їх обійняти.
«Статистичний, топографічний і історичний опис Подільської губернії», т. 2, В. Марчинський, 1822 р., с., 216, пише «власник Міхайловскій, Майдан Курилівський, мешкає душ 115, земля глінковата».
«SLOWNIK GEOGRAFICZNY», Warszawa,1884 р., t.5, s.911, так описує село: «M.Kyrilowieski, деревня, пов. Літинський, от Літина вер. 11, вол. Багриновці, параф. Хмельник, на границе пов. Вінницкого, над р. Згарком; вол. 31, мешканців 316, землі вол. 294, двор. 624 дес., земля глінковата. Належала до Михайловских, Лисовских, тепер Корчинских.»
Чи програв, чи продав Майдан, і село стало власністю графа Федора Тюменєва, великого поміщика-землевласника з Хмільника. Його сину Федору Федоровичу Тюменєву, офіцеру гусарського полку, дуже подобались околиці села, річка, парк, панська садиба. Але сталась трагедія: молодий гусар раптово помер. Напис на могильному обеліску свідчить: «Потомственный почетный гражданинъ Федоръ Федоровичъ Тюменевъ 29 октября 1878 года на 30-мъ году от рожденія». Гусарський офіцер застрелився, бо захворів на невиліковну на той час венеричну хворобу. На жаль, цвинтарні злодії за останні роки двічі грабували склеп молодого Тюменєва.
Старий граф Тюменєв із горя продав село Ф. Ф. Трепову, і воно розквітло. «Трепов Федор Федорович (1854—1938) г.г. Генерал от кавалерии (1908), генерал-адъютант (28.06.1909), старший сын генерал-адъютанта Ф. Ф. Трепова (1809—1889) градоначальника Санкт-Петербурга с 10 апреля 1873 по 23 мая 1878гг.»
"Труди ПЕИСК ПЦ, К.Подільський,1901г., с.597 в описании Ивчи «… Въ 1892 г. устроена въ приходе часовня надъ колодеземъ, чтимым въ народе и находящемся на границе полей с. Ивчи и д. Майдана-Курилавецкаго; въ 10-ю пятницу сюда бываетъ стиченіе богомольцевъ и кресный ходъ.»
"ПЦ, гл.7 « Литинській уєздъ. 2-й благочинническій округъ», с.601 пише: «Къ Осолинке(О.) приписана д. Майданъ-Куриловскій, принадлежащая ныне Кіевскому губернатору ген.-маіору Трепову, а раньше — помещику Тюменеву; отъ О. находится на с.-з.въ 2-х вер. Православнаго населенія въ д. Майд.-К. 314 м и 305 жен.; въ 1881 г. часть крестьянъ выселилась на купленную ими землю в Винницкомъ у., такъ называемую „Пикивщину“. По народности — все малоросси; занимаются землиделіемъ но значительная часть направляется на зароботки въ Херсонскую и Бессарабскую губ., а также въ с. Уладовку Вин. у. на сахарный и винокуренный заводы.
Въ д. Майдане въ 1899 г. построена (15 іюня заложена, а 15 августа освящена) деревянная однокупольная Св.-Покровская церковъ, при значительномъ содействии помещика Ф. Трепова. Церк.-Прих. школъ… — въ д. Майданъ-Курил. съ 1889 г. въ собственномъ помещеніи.»
Енергійний генерал збудував греблю, млин, поставив паровий двигун і водяну турбіну з Фінляндії, щоб Майдан освітлювався електрикою не гірше Санкт-Петербурга. Збудував кам'яну дорогу від будинку до нової школи і висадив обабіч алею: з одного боку липи, а з іншого — каштани, як у Києві, їм вже понад 100 років. У панському будинку добудували другий поверх, школа, інші будівлі, світилась ліхтарями набережна і — гордість кам'янчан — церква, де фрески малював російський художник Віктор Васнєцов. Але ні розпис, ні архітектура не врятували церкву від знищення: у 1967 році її розібрали. На церковному фундаменті збудували клуб. Нова церква діє в клубі, збудованому на старому фундаменті церкви.
У 1902 році почалось будівництво нової двоповерхової церковно-приходської школи за проектом архітектора Григорія Артинова (1860—1919 рр.), яка відкрилась у 1903 р. Міцна двоповерхова будівля з «дикого каменю» і цегли, на фронтоні викладена дата будівництва — 1902. Вікна великі, стіни товсті, по метру. У просторих класних кімнатах повно сонця і повітря. Сходи виготовлялися з чавуну на ливарні «Б. М. Львовичъ въ Виннице 1903 г.» Робилось все на віки — майстерня, бібліотека, спортзал, 18 класних кімнат, капітальна криниця, у якій настільки чудова вода, що звідси її носять на все село. Три добротні гранітні сараї, три погреби, душові, 3 га шкільного саду і 3 га дослідного поля, обсадженого черешнями. До революції тут було духовно-педагогічне училище, де вчились герой-визволитель отаман Яків Гальчевський із с. Малинівки та відомий український письменник Михайло Стельмах із с. Д'яківців. Школа існує досі.
Село стоїть на масивному гранітному шарі, тому з криницями тут завжди було важко. Трепов привіз із Києва саперів. Підриваючи толові шашки, вони пройшли гранітну товщу і добрались до водяних шарів на глибині більш 25 м. Зроблено дві криниці: одна білля школи, а друга білля панського маєтку. Надзвичайно чиста, прохолодна вода досі напуває людей у селі.
У вісім років Яків Гальчевський (24.10. 1894 — 22.03.1943 рр.) став учнем початкової школи в рідному селі, а 1908 року вступив до «второкласной» учительської школи в с. Майдан-Курилівський (невдовзі перейменований на Майдан-Трепівський). М. Стельмах «Щедрий вечір» пише: «Ось і Майдан-Трепівський, i річка Згар, i крутояри, i глинисті червоні горби, що обросли хатами-білянками. Ми в'їжджаємо на шкільне подвір'я, де ясніє великими вікнами двоповерхова, червоної цегли школа. На подвір'ї зараз тихо (школярі пороз'їжджалися по домівках), i тільки голуби воркують на тепло.»
Після революції 1917-го року Федір Трепов виїхав із Майдану, емігрував із сім'єю у Францію. Помер 27.03. 1938 р. в Ніцці, Франція. В нього залишилось дві доньки: Вера (1881—1958) та Єлисавета (1885—1978).
Під час масового пограбування і спалення панських садиб у ближніх селах, Осолинці, Івчі та Миколаївці, майданці не дали спалити будинок свого пана Трепова. У ньому була школа, дитячий притулок, пізніше — лікарня для хворих на туберкульоз.
До 1917 року М. Курилівський відносився до Літинського повіту Кожухівської волості.
«ЦСУУ „Населенні місця Поділля“, 1925 р., за даними на 1923 р., М. Курилівецький (М. Трепів) нараховував дворів 170, жителів 856, землі 1049 дес.»
Близько 1978 р. донька Трепова Єлисавета (Демидова) з внуками приїжджала з Франції, хотіла побачити садибу, школу, церкву, але, «за вказівкою згори», її сюди просто не пустили.
12 червня 2020 року, відповідно до Розпорядження Кабінету Міністрів України № 707-р «Про визначення адміністративних центрів та затвердження територій територіальних громад Вінницької області», увійшло до складу Літинської селищної громади.
19 липня 2020 року, в результаті адміністративно-територіальної реформи та ліквідації Літинського району, село увійшло до складу Вінницького району.